# Signals (album)
Pour les articles homonymes, voir Signal.
Albums de Rush
Exit...Stage Left
(1981) Grace Under Pressure
(1984)
Signals est un album du groupe de rock canadien Rush, sorti le 9 septembre 1982. 
Il se différencie du reste de la discographie du trio. Le synthétiseur, qui avait été utilisé de plus en plus depuis Permanent Waves, devient ici presque omniprésent, sans toutefois empêcher la guitare d'Alex Lifeson de s'exprimer.  Grace Under Pressure et Power Windows présentent ces mêmes caractéristiques.

## Liste des chansons
Toutes les paroles ont été écrites par Neil Peart, sauf indications contraires, et toutes les musiques ont été composées par Alex Lifeson et Geddy Lee.
| 1.    | Subdivisions       | 5:33 |
| 2.    | The Analog Kid     | 4:46 |
| 3.    | Chemistry          | 4:56 |
| 4.    | Digital Man        | 6:20 |
| 5.    | The Weapon         | 6:22 |
| 6.    | New World Man (en) | 3:41 |
| 7.    | Losing It          | 4:51 |
| 8.    | Countdown          | 5:49 |
| 42:18 |                    |      |

## Rush
- Geddy Lee ;– chant, basse, synthétiseurs,  Moog Taurus, arrangements
- Alex Lifeson ;– guitares acoustique et électrique, Moog Taurus
- Neil Peart ;– batterie, percussions, arrangements, voix sur “Subdivisions”

## Musicien additionnel
- Ben Mink ;– violon électrique sur "Losing It"